# Mispila flavopunctata
Mispila flavopunctata är en skalbaggsart som beskrevs av Stefan von Breuning 1950. Mispila flavopunctata ingår i släktet Mispila och familjen långhorningar.
Artens utbredningsområde är Filippinerna. Inga underarter finns listade i Catalogue of Life.